# Championnat de Malte de football 1944-1945
Navigation
Saison précédente Saison suivante
La saison 1944-1945 de First Division Maltaise était la trentième édition de la première division maltaise.
Lors de cette saison, le Sliema Athletic a tenté de conserver son titre de champion face aux trois meilleurs clubs maltais lors d'une série de matchs se déroulant sur toute l'année.
Les quatre clubs participants au championnat ont été confrontés une fois aux trois autres.
C'est le La Vallette FC qui a été sacré champion de Malte pour la troisième fois.

## Les quatre clubs participants
| Club            | Stade            | Capacité | Ville      |
| --------------- | ---------------- | -------- | ---------- |
| Floriana FC     | -                | -        | Floriana   |
| Melita FC       | -                | -        | San Ġiljan |
| Sliema Athletic | Guze Fava Ground | 4 000    | Sliema     |
| La Vallette FC  | -                | -        | La Valette |

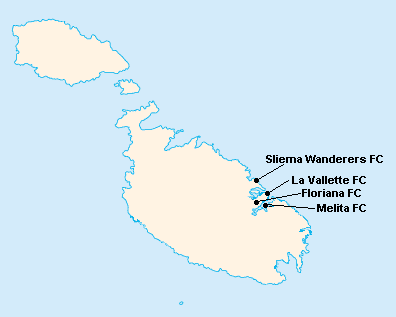
Localisation des clubs engagés dans le championnat.

L'île de Malte étant relativement petite, les clubs évoluent tous au stade National Ta'Qali (17 400 places). Certain cependant ont leur propre enceinte qu'ils peuvent éventuellement utiliser.

## Compétition

### Classement
| Rang | Équipe              | Pts | J | G | N | P | Bp | Bc | Diff |
| ---- | ------------------- | --- | - | - | - | - | -- | -- | ---- |
| 1    | La Vallette FC      | 4   | 3 | 2 | 0 | 1 | 7  | 3  | +4   |
| 2    | Sliema Athletic (T) | 3   | 3 | 1 | 1 | 1 | 10 | 5  | +5   |
| 3    | Floriana FC (C)     | 3   | 3 | 1 | 1 | 1 | 3  | 5  | -2   |
| 4    | Melita FC           | 2   | 3 | 1 | 0 | 2 | 4  | 11 | -7   |

| Légende : Qualifications et relégations | Légende : Qualifications et relégations                            |
| --------------------------------------- | ------------------------------------------------------------------ |
|                                         | (T) : Tenant du titre 1939-1940 (C) : Vainqueur du Trophée Rothman |

## Bilan de la saison
| Tableau d'Honneur       |                |
| Compétition             | Vainqueur      |
| First Division Maltaise | La Vallette FC |
| Trophée Rothman         | Floriana FC    |

| Promotions et relégations            |                                                        |
| Relégués en Second Division Maltaise | Aucun                                                  |
| Promus de Second Division Maltaise   | Paola Hibernians FC St. George's FC Msida Saint-Joseph |